# ネムルト山 (火山)
ネムルト山(トルコ語: Nemrut Dağı, アルメニア語: Սարակն Sarakn, "Mountain spring", クルド語: Çiyayê Nemrud)は、ヴァン湖を内陸湖にしたトルコ東部にある火山である。名称は『旧約聖書』の「創世記」および「ミカ書」にこの地方を治めていたことが記されているニムロド王に因む。

## 概要
ネムルト山は東アナトリア地方ビトリス県の小さな町タトワン付近に位置する。山はヴァン湖の南西岸から、北はアフラトまで至る。
標高は3,050 m (10,007 ft)で、大きさが7 by 8 km (4 by 5 mi)の楕円形のカルデラを有する。カルデラの西半分には水深155 m (509 ft)の冷水の火山湖であるネムルト湖がある。また、水温が60 °C (140 °F)に達する小さな暖水の湖もあり、火山活動が継続していることを立証している。東半分はマール状の爆発クレーター、溶岩ドーム、溶岩流に関連する火山堆積物で満たされている。
カルデラ内には豊かな植物群落があり、ビロードキンクロが1989年に繁殖するために訪れたことがある。カルデラ全体は2013年にラムサール条約登録地となった。

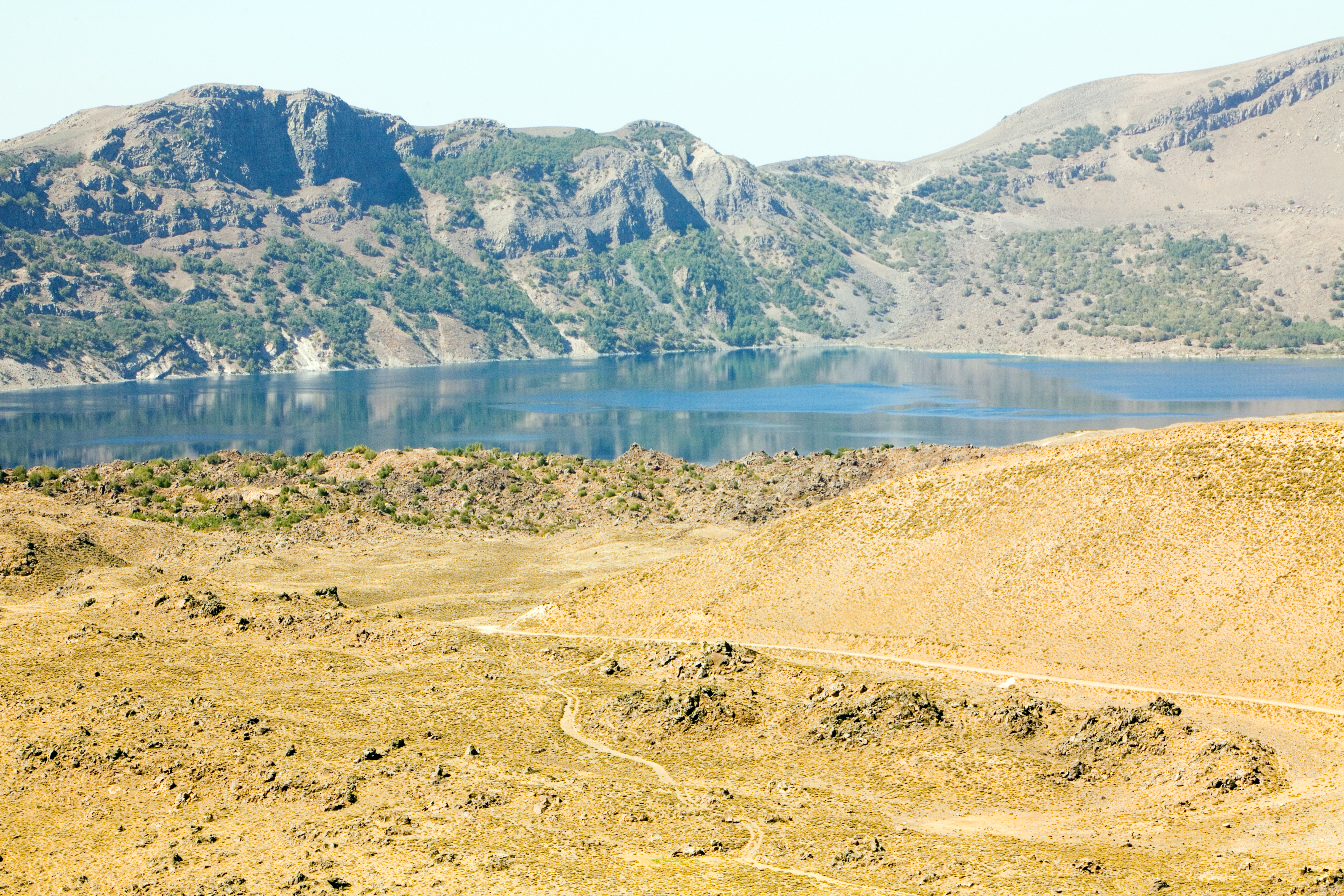
ネムルト湖
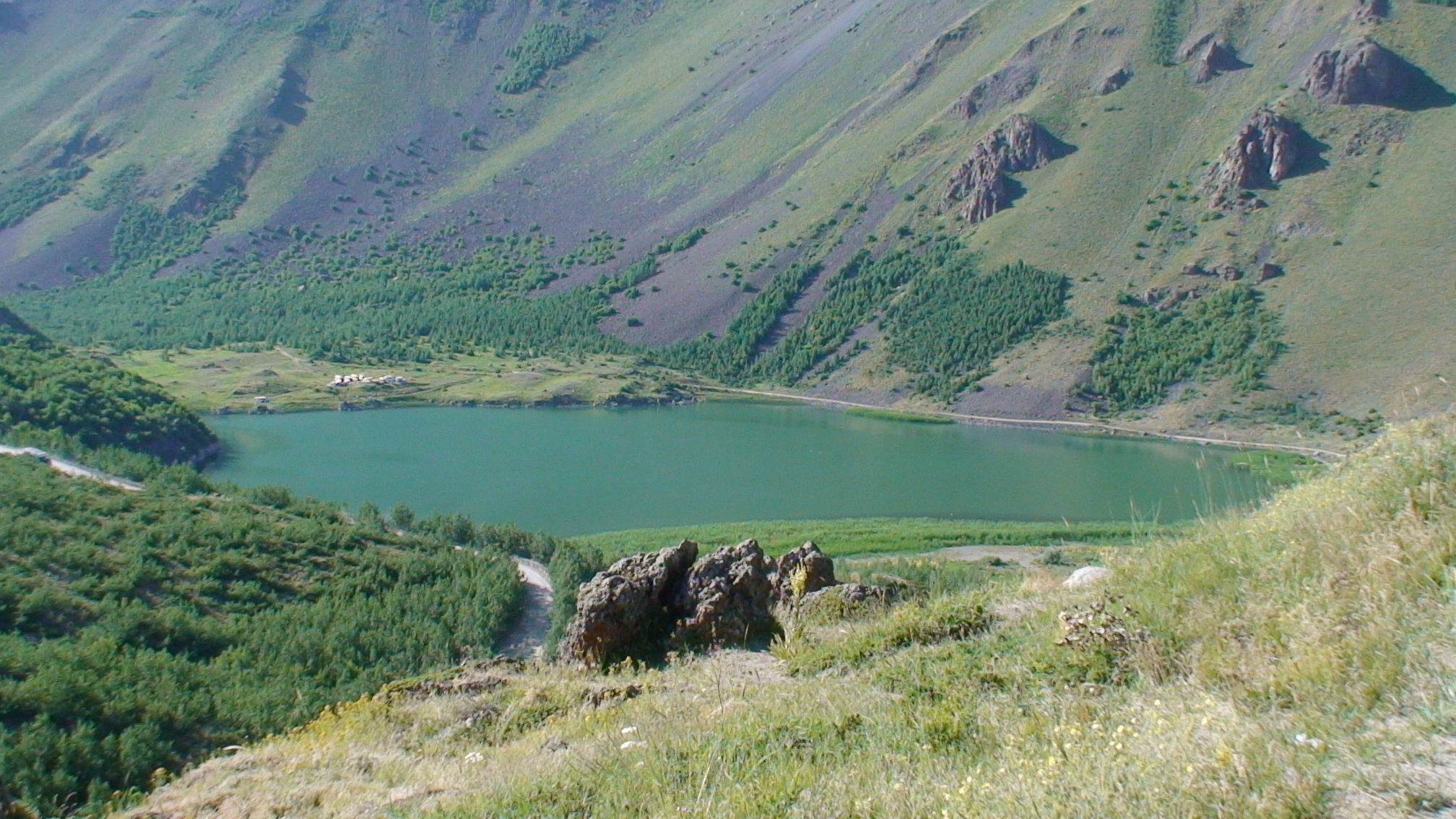
カルデラ内にある暖水湖
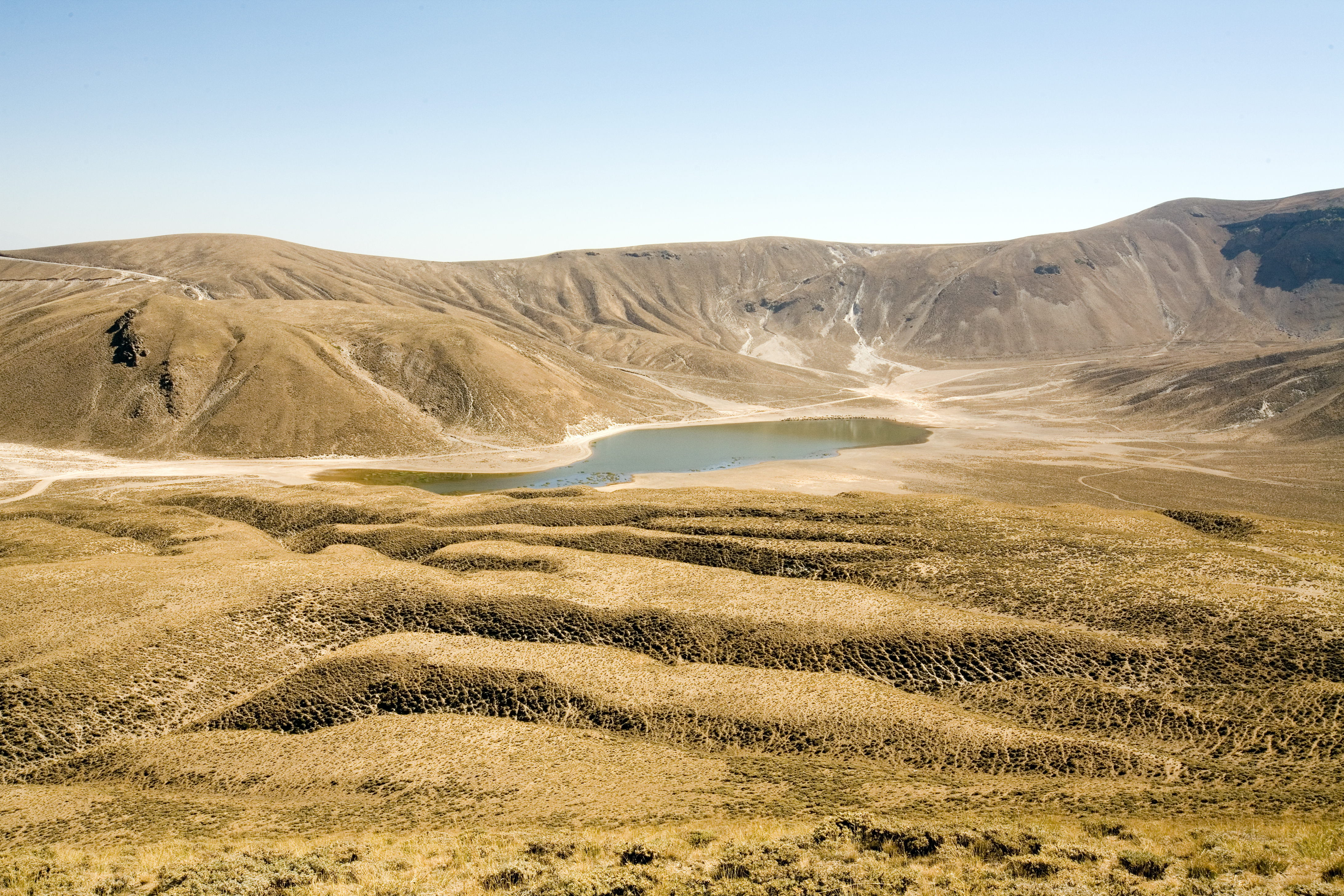
カルデラ内にある小さい湖
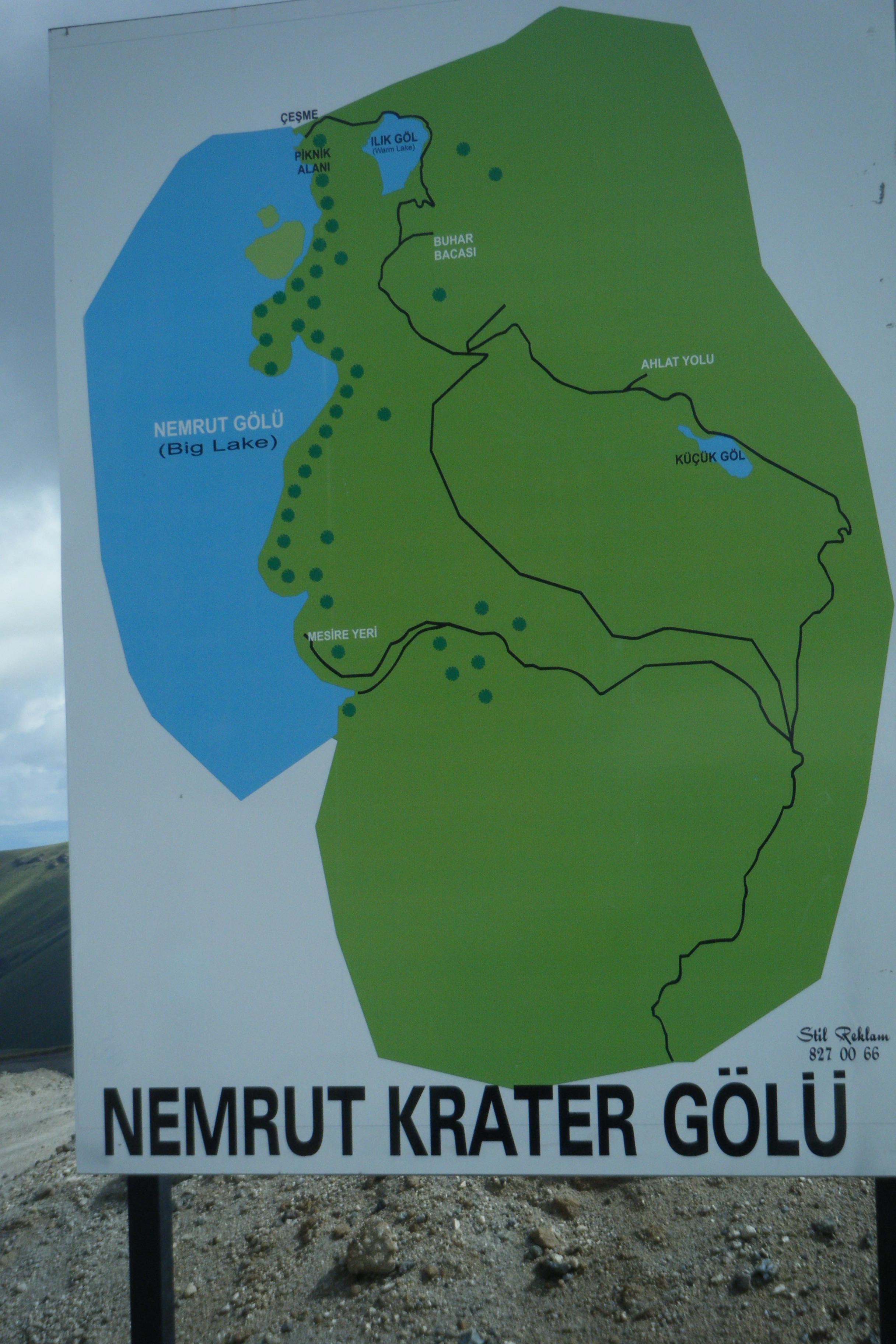
それぞれの湖の位置関係

## 地史と噴火
ネムルト山は東アナトリア地方の火山山脈の最南にあり一番新しい火山である。成層火山であり、地質時代の第四紀に噴火が始まり、1597年まで活動が続いた。この噴火により、ヴァン県からムシュ県に至る川の流れが分断され、トルコ最大の湖であるヴァン湖の形成が導かれた。